# PHANTOM MINDS
PHANTOM MINDS는 미즈키 나나의 21집 싱글이다. 2010년 1월 13일에 출시되었다. 성우겸 가수로써 최초로 싱글 위클리 차트 1위를 달성한 싱글이기도 하다.